# 府中市立湯が丘病院
府中市立湯が丘病院（ふちゅうしりつゆがおかびょういん）は、広島県府中市にある医療機関。精神科単科の公的病院である。

## 沿革
- 1960年 - 旧甲奴郡3町（甲奴町、総領町、上下町）によって甲奴郡町立精神病院組合発足。
- 1961年 - 公立上下湯が丘病院開設。
- 2004年 - 市町村合併により府中市立湯が丘病院と改称。

## 診療科
- 精神科
- 神経科

## 交通アクセス
- JR福塩線上下駅よりタクシーにて約5分。
- 中国バス湯が丘病院入口バス停より徒歩約15分。